# Universidad Tecnológica de la Mixteca
La Universidad Tecnológica de la Mixteca «UTM», es una institución pública de educación superior e investigación científica del Gobierno del Estado de Oaxaca con apoyo y reconocimiento del Gobierno Federal, pertenece al Sistema de Universidades Estatales de Oaxaca (SUNEO), y se localiza en Huajuapan de León, Oaxaca, México. Sus funciones principales son: la enseñanza, la investigación, la difusión de la cultura y la promoción del desarrollo

## Historia
Inició operaciones en febrero de 1990.  Fue formalmente inaugurada el 22 de febrero de 1991 por el Presidente de México Carlos Salinas de Gortari, con presencia del Presidente de Costa Rica Rafael Ángel Calderón Fournier, el Gobernador de Oaxaca Heladio Ramírez López y el Secretario de Educación Pública Manuel Bartlett Díaz.

## El lema
El lema "Labor et Sapientia Libertas" (escrito en Latín) y "Chun quiaa Tiaha sihi Nillao" (escrito en Mixteco), se encuentra dentro del escudo de la universidad y significa El trabajo y la sabiduría nos dan libertad.

## Órganos de gobierno
- Rector, que es la máxima autoridad universitaria, y es nombrado o removido por el gobernador del Estado.
- Vicerrector Académico y Vicerrector Administrativo, nombrados por el rector.
- Vicerrector de Relaciones y Recursos, también nombrados por el rector. Solo se han nombrado en los casos de las Universidades Tecnológica de la Mixteca y del Mar, que están respectivamente al frente de las oficinas del SUNEO en la Ciudad de México y en Oaxaca.
- Jefes de Carrera y Directores de Institutos de Investigación, así como los Jefes de las Divisiones de Postgrado. Son nombrados por el rector[2]

## Estudiantes y profesores
El número de profesores que laboran en la UTM es de aproximadamente 250 mientras que el número de estudiantes es de aproximadamente 2000. 

## Oferta educativa
La UTM ofrece doce carreras a nivel licenciatura, once escolarizadas de tiempo completo y una en línea, así como dieciséis posgrados.

### Licenciaturas
- Ciencias Empresariales
- Estudios Mexicanos
- Ingeniería Automotriz
- Ingeniería en Alimentos
- Ingeniería en Computación
- Ingeniería en Diseño
- Ingeniería Civil
- Ingeniería en Electrónica
- Ingeniería en Física Aplicada
- Ingeniería en Mecatrónica
- Ingeniería Industrial
- Matemáticas Aplicadas

### Maestrías
- Administración de Negocios

- Ciencias Materiales
- Ciencias: Productos Naturales y Alimentos
- Computación con especialidad en Sistemas distribuidos (virtual)
- Diseño de Modas
- Diseño de Muebles
- Electrónica, especialidad: Sistemas inteligentes aplicados
- Medios Interactivos
- Modelación Matemática
- Robótica
- Tecnología Avanzada de Manufactura
- Tecnologías de Cómputo  Aplicado

Doctorados
- Electrónica con especialidad en Sistemas Inteligentes Aplicados
- Modelación matemática
- Robótica
- Tecnologías de Cómputo Aplicado

## Infraestructura
La UTM cuenta con cuarenta y cinco laboratorios y nueve talleres.

## Actividades Educativas y Culturales
Entre las funciones de la UTM está la difusión cultural, que comprende un amplio abanico de posibilidades y se orienta tanto a la comunidad universitaria como a la población en general. Se enfoca a la presentación de productos culturales de alta calidad, y la realización de actividades que den respuesta a iniciativas e inquietudes de los estudiantes, muchas veces con fines esencialmente recreativos. Podemos mencionar:
- Semana de la Cultura Mixteca[4]
- Cursos y Conferencias
- Congresos y Seminarios
- Eventos Recreativos
- Cine Club
- Concurso de Minirobótica
- Simposium de Software Libre de la Mixteca

## Premios recibidos
Tanto profesores como estudiantes de la UTM han recibido numerosos premios, entre ellos están:
- 2° lugar en el Student Design Competition 2019 celebrado en Panamá[5]
- 2° lugar como mejor "Student paper" en el 6th International Workshop on New Trends in Medical Service Robotics" 2018 en Cassino, Italia.
- 1° y 2° lugar en el Concurso Latinoamericano de Proyectos Estudiantiles de Ciencia y Tecnología (INFOMATRIX) 2019 celebrado en Quito, Ecuador.

- Premio Oro Motorola 2000 en innovación tecnológica.
- Universidad número uno del país en Ciencias Empresariales según los exámenes generales de conocimiento CENEVAL.
- Premio en Mini Robótica celebrado en Querétaro.
- Primer lugar en el concurso nacional Leamos la Ciencia para Todos, Fondo de Cultura Económica.
- Participación representando a México (junto con la BUAP), en el concurso ACM-ICPC en la fase Mundial, celebrado en Shanghái, China.
- Primer lugar en el concurso ACM-ICPC en la fase regional de México-Centroamérica.
- Participación representando a México (junto con la UAT), en el concurso ACM-ICPC en la fase Mundial, celebrado en San Antonio, USA.
- Primer lugar en el concurso ACM-ICPC en la fase regional de México-Centro Amárica.
- Participación representando a México (junto con la BUAP), en el concurso ACM-ICPC en la fase Mundial, celebrado en Tokio, Japón.
- Segundo lugar mundial en el Student Design Competiton SIGCHI en Sn. José, California, USA.
- Primer lugar mundial en el Student Design Competiton SIGCHI en Florencia, Italia.[6][7][8][9]